# The Divergent Series
The Divergent Series è una trilogia cinematografica basata sui romanzi scritti da Veronica Roth ed ambientati in un futuro distopico postapocalittico. I protagonisti sono Shailene Woodley e Theo James. Essi rappresentano la vita in un tempo futuristico e di una popolazioni di sopravvissuti alla fine del mondo che sono stati suddivisi in 5 gruppi e categorie diverse, si scoprirà poi in futuro che erano solo parte di un esperimento sociale.
La serie tuttavia è rimasta incompiuta, con soltanto i primi tre film pubblicati.

## Personaggi e interpreti
| Personaggi             | Films               | Films                                  | Films                                  |
| Personaggi             | Divergent (2014)    | The Divergent Series: Insurgent (2015) | The Divergent Series: Allegiant (2016) |
| ---------------------- | ------------------- | -------------------------------------- | -------------------------------------- |
| Beatrice "Tris" Prior  | Shailene Woodley    | Shailene Woodley                       | Shailene Woodley                       |
| Tobias "Quattro" Eaton | Theo James          | Theo James                             | Theo James                             |
| Christina              | Zoë Kravitz         | Zoë Kravitz                            | Zoë Kravitz                            |
| Peter Hayes            | Miles Teller        | Miles Teller                           | Miles Teller                           |
| Caleb Prior            | Ansel Elgort        | Ansel Elgort                           | Ansel Elgort                           |
| Marcus Eaton           | Ray Stevenson       | Ray Stevenson                          | Ray Stevenson                          |
| Tori Wu                | Maggie Q            | Maggie Q                               | Maggie Q                               |
| Jeanine Matthews       | Kate Winslet        | Kate Winslet                           |                                        |
| Natalie Prior          | Ashley Judd         | Ashley Judd                            | Ashley Judd                            |
| Eric Coulter           | Jai Courtney        | Jai Courtney                           |                                        |
| Max                    | Mekhi Phifer        | Mekhi Phifer                           | Mekhi Phifer                           |
| Will                   | Ben Lloyd-Hughes    | Ben Lloyd-Hughes                       |                                        |
| Andrew Prior           | Tony Goldwyn        | Tony Goldwyn                           |                                        |
| 'Lauren                | Justine Wachsberger | Justine Wachsberger                    |                                        |
| Evelyn Johnson-Eaton   |                     | Naomi Watts                            | Naomi Watts                            |
| Johanna Reyes          |                     | Octavia Spencer                        | Octavia Spencer                        |
| Uriah Pedrad           |                     | Keiynan Lonsdale                       | Keiynan Lonsdale                       |
| Edgar                  |                     | Jonny Weston                           | Jonny Weston                           |
| David                  |                     |                                        | Jeff Daniels                           |
| Matthew                |                     |                                        | Bill Skarsgård                         |
| Al                     | Christian Madsen    |                                        |                                        |
| Molly Atwood           | Amy Newbold         |                                        |                                        |
| Edward                 | Ben Lamb            |                                        |                                        |
| Jack Kang              |                     | Daniel Dae Kim                         | Daniel Dae Kim                         |
| Marlene                |                     | Suki Waterhouse                        |                                        |
| Lynn                   |                     | Rosa Salazar                           |                                        |
| Hector                 |                     | Emjay Anthony                          |                                        |
| Edith Prior            |                     | Janet McTeer                           |                                        |

## Cast tecnico
| Occupation              | Films                                        | Films                                                         | Films                                    |
| Occupation              | Divergent (2014)                             | The Divergent Series: Insurgent (2015)                        | The Divergent Series: Allegiant (2016)   |
| ----------------------- | -------------------------------------------- | ------------------------------------------------------------- | ---------------------------------------- |
| Regista                 | Neil Burger                                  | Robert Schwentke                                              | Robert Schwentke                         |
| Produttori              | Douglas Wick Lucy Fisher Pouya Shabazian     | Douglas Wick Lucy Fisher Pouya Shabazian                      | Douglas Wick Lucy Fisher Pouya Shabazian |
| Sceneggiatori           | Evan Daugherty Vanessa Taylor                | Brian Duffield Akiva Goldsman Mark Bomback                    | Noah Oppenheim Adam Cooper Bill Collage  |
| Basato su               | Divergent di Veronica Roth                   | Insurgent di Veronica Roth                                    | Allegiant di Veronica Roth               |
| Compositore             | Junkie XL                                    | Joseph Trapanese                                              | Joseph Trapanese                         |
| Direttore di fotografia | Alwin H. Küchler                             | Florian Ballhaus                                              | Florian Ballhaus                         |
| Montatore               | Richard Francis-Bruce Nancy Richardson       | Nancy Richardson Stuart Levy                                  | Stuart Levy                              |
| Compagnia di produzione | Red Wagon Entertainment Summit Entertainment | Red Wagon Entertainment Summit Entertainment Mandeville Films | Red Wagon Entertainment Mandeville Films |
| Distributori            | Lionsgate                                    | Lionsgate                                                     | Summit Entertainment                     |
| Durata                  | 139 minuti                                   | 119 minuti                                                    | 121 minuti                               |
| Data d'uscita           | 3 aprile 2014                                | 19 marzo 2015                                                 | 9 marzo 2016                             |

## Box office
Questi dati sono quelli riportati nei siti web Box Office Mojo (dati USA e mondiali) e Movieplayer.it (dati Italia).
| Film                                   | Stati Uniti  | Italia | Altri Territori | Mondiale     | Budget       |
| -------------------------------------- | ------------ | ------ | --------------- | ------------ | ------------ |
| Divergent (2014)                       | $150.947.895 |        | $137.937.923    | $288.885.818 | $85.000.000  |
| The Divergent Series: Insurgent (2015) | $130.179.072 |        | $167.097.257    | $297.276.329 | $110.000.000 |
| The Divergent Series: Allegiant (2016) | $66.184.051  |        | $113.062.817    | $179.246.868 | $110.000.000 |
| Totale                                 | $347.311.018 |        | $418.097.997    | $765.409.015 | $305.000.000 |

## Giudizio della critica
| Film                            | Rotten Tomatoes   | Metacritic      | CinemaScore |
| ------------------------------- | ----------------- | --------------- | ----------- |
| Divergent                       | 41% (203 reviews) | 48 (38 reviews) | A           |
| The Divergent Series: Insurgent | 28% (184 reviews) | 42 (40 reviews) | A-          |
| The Divergent Series: Allegiant | 12% (171 reviews) | 33 (33 reviews) | B           |